# کاسینله
کاسینله (به ایتالیایی: Cassinelle) یک کومونه در ایتالیا است که در استان آلساندریا واقع شده‌است.

## خصوصیات
کاسینله ۲۳٫۸ کیلومترمربع مساحت و ۸۸۳ نفر جمعیت دارد.

## نگارخانه

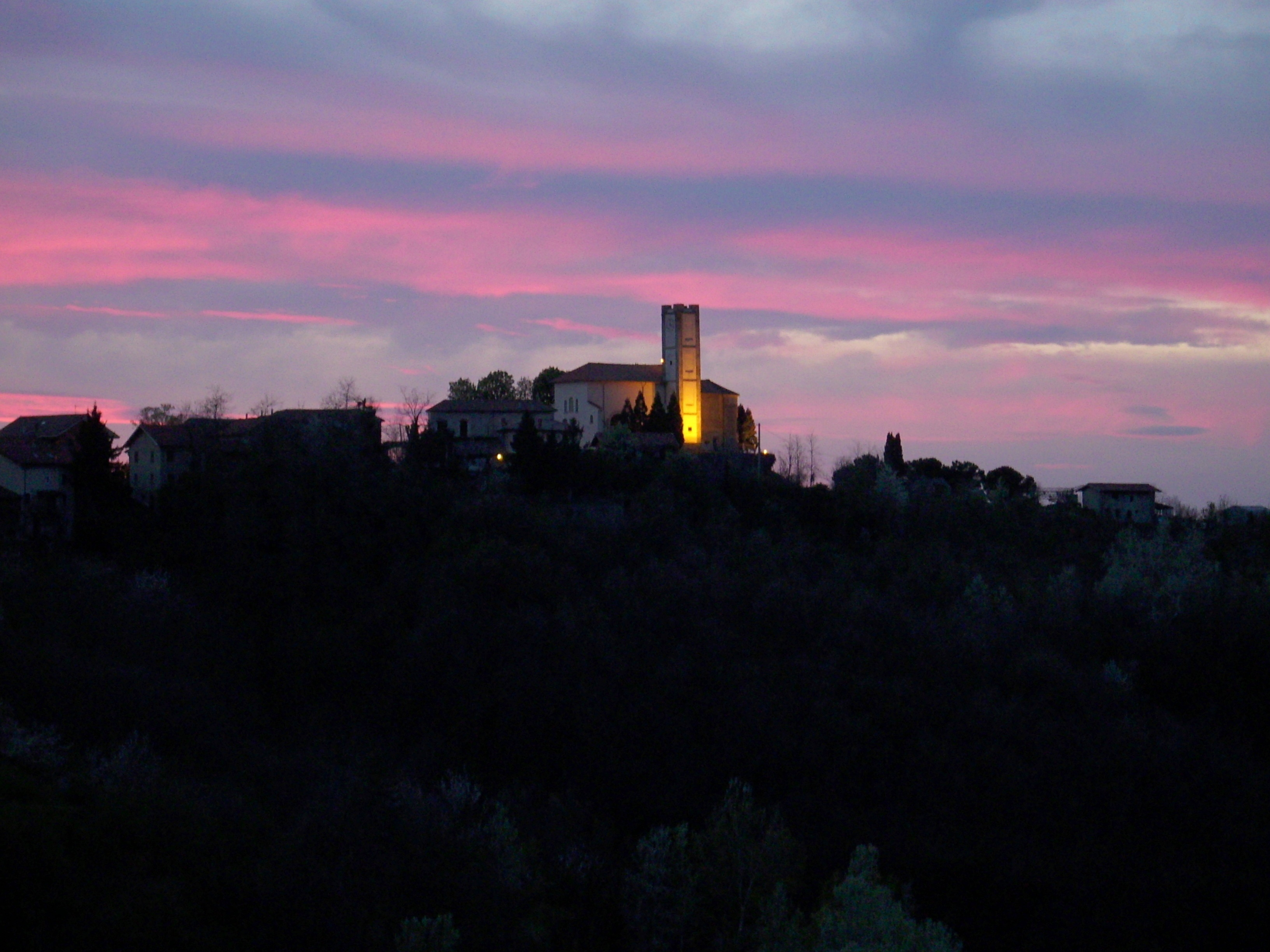